# Hermann Sichter
Hermann Sichter, född 1924 i Angermünde, Tyskland, död 1988, var en tysk-svensk scenograf, målare och tecknare.
Sichter studerade vid Kunstschule des Westens 1939–1942 och vid konsthögskolan i Östberlin 1950–1953 samt vid akademierna i Stuttgart och Västberlin 1953–1955. Han var under senare delen av 1950-talet och början av 1960-talet verksam i Sverige. Tillsammans med Hein Herda ställde han ut på Galerie S:t Nikolaus i Stockholm 1957 och han medverkade i samlingsutställningar i Ramnäs Västmanland. Hans konst producerad i Sverige består av satiriska teckningar och abstrakta målningar utförda i olja samt collage och reliefer. Sichter är representerad vid Göteborgs stadsmuseum.